# Parc éolien en mer des Deux-Côtes
Le parc éolien en mer des Deux Côtes était un projet de parc éolien en mer étudié par La compagnie du vent, le premier projet éolien en mer le long du littoral français. Il a été abandonné le 6 avril 2012.

## Description
Ce projet consiste à réaliser un parc éolien en mer, d'une puissance installée de 705 MW, produite par 141 éoliennes d'une puissance de 5 MW chacune, à 14 km de la côte, entre Dieppe et le sud de la baie de Somme, dans des fonds d'une profondeur moyenne comprise entre 10 et 25 mètres, pour un montant d'1,8 milliard d'€. Une fois en service, la production électrique attendue de ce parc est de 2,34 TWh par an (soit un facteur de charge moyen de près de 38 %).
Le projet s'étend sur 72 km2 (ce qui fait une densité de puissance moyenne produite pour le parc éolien d'environ 3,7 W/m2), les éoliennes étant distantes entre elles de 600 mètres au minimum. L'énergie produite par le parc serait acheminée vers le réseau électrique 400 kV existant, au niveau du poste de transformation RTE de la centrale nucléaire de Penly. 
Le projet a fait l'objet d'un débat public du 28 avril au 10 septembre 2010. La mise en chantier est prévue pour 2012, et la mise en service du parc entier est prévue pour 2015.